# Arianne Zucker
Arianne Zucker (Northridge, California; 3 de junio de 1974) es una actriz y modelo estadounidense, más conocida por interpretar a Nicole Walker en la serie Days of Our Lives.

## Biografía
Zucker nació en Northridge, California, y creció en Chatsworth. Zucker es judía. Su madre, Barbara, es técnico de laboratorio y su padre, Barry, es fontanero. Tiene un hermano mayor llamado Todd.
En 2002 se casó con el actor Kyle Lowder, sin embargo tras cinco años de matrimonio la pareja se separó en agosto de 2007, para volver a reconciliarse en marzo de 2008, finalmente en marzo de 2014, confirmaron su divorcio; la pareja tiene un hijo.

## Carrera
Se convirtió en modelo a la edad de 16 años, cuando fue descubierta por un ojeador de It Models. Empezó en Los Ángeles, pero su carrera le llevó por lugares de todo mundo, incluyendo Francia, Japón, Australia y Nueva York. Fue al Instituto de Chatsworth, de donde se graduó en 1992: su experiencia como cheerleader allí la plasmó en La telenovela Digiere.
Ha aparecido en varios anuncios de televisión, incluyendo anuncios nacionales de Mazda y McDonald. Se estableció en Los Ángeles, y empezó los estudios para ser actriz en el Los Angeles Pierce College. Se implicó en varios talleres que incluían sus actuaciones en Beth Henley's Crimes of the Heart and Neil Simon's The Last of the Red Hot Lovers. Continuó sus estudios en el Howard Fine Studio, donde ha sido estudiante durante muchos años. 
En febrero de 1998, se unió al elenco principal de la serie Days of Our Lives, donde interpreta a Nicole Walker hasta ahora. El 1 de marzo de 2017 se anunció que dejaría la serie en junio del mismo año.

## Filmografía
| Año  | Título              | Papel   | Notas                                                                |
| ---- | ------------------- | ------- | -------------------------------------------------------------------- |
| 2001 | Looking for Bobby D | Shannon |                                                                      |
| 2009 | The Last Resort     | Jessica |                                                                      |
| 2013 | The Contractor      | Kate    | Directamente para vídeo; conocida también como "Unfinished Betrayal" |

| Año                  | Título                 | Papel          | Notas                    |
| -------------------- | ---------------------- | -------------- | ------------------------ |
| 1998–2006, 2008–2018 | Days of Our Lives      | Nicole Walker  | Papel fijo               |
| 2006                 | CSI: Miami             | Brenda Collett | Episodio: "Dead Air"     |
| 2013                 | DeVanity               | Julia Regis    | Episodio: "Baby Bumps"   |
| 2016                 | Killer Assistant       | Suzanne        | Película para televisión |
| 2017                 | Ex-Wife Killer         | Laura          | Película para televisión |
| 2017                 | Web Cam Girls          | Rachel         | Película para televisión |
| 2018                 | Mommy Be Mine          | Liane          | Película para televisión |
| 2018                 | Babysitter's Nightmare | Audra          | Película para televisión |

## Premios y nominaciones
| Año  | Premio                  | Categoría                                   | Título            | Resultado | Ref.   |
| ---- | ----------------------- | ------------------------------------------- | ----------------- | --------- | ------ |
| 2001 | Soap Opera Digest Award | Mejor villana                               | Days of Our Lives | Ganador   | [ 10 ] |
| 2005 | Soap Opera Digest Award | Villana favorita                            | Days of our Lives | Nominado  | [ 11 ] |
| 2010 | Premios Daytime Emmy    | Mejor actriz de reparto en serie dramática  | Days of our Lives | Nominado  | [ 12 ] |
| 2013 | Premios Daytime Emmy    | Mejor actriz de reparto en serie dramática  | Days of our Lives | Nominado  | [ 13 ] |
| 2014 | Premios Daytime Emmy    | Mejor actor protagonista en serie dramática | Days of our Lives | Nominado  | [ 14 ] |